# Maasbree
Maasbree (limburguès Bree) és una població i antic municipi de la província de Limburg, al sud-est dels Països Baixos. L'1 de gener del 2009 tenia 13.086 habitants repartits sobre una superfície de 49,93 km² (dels quals 0,51 km² corresponen a aigua). Limitava al nord amb Sevenum, a l'oest amb Helden, al sud amb Kessel (Limburg) i a l'est amb Venloo.
L'1 de gener de 2010, juntament amb Kessel, Helden i Meijel es van unir per a formar el nou municipi de Peel en Maas.

## Centres de població
Baarlo, Rooth, Dubbroek i Tongerlo.

## Administració
El consistori municipal consta de 15 membres, format des del 2006 per:
- CDA, 6 regidors
- PvdA, 3 regidors
- Democratische Samenwerking, 3 regidors
- Fractie Wilms, 1 regidor
- GroenLinks, 1 regidor
- Lokaal Aktief, 1 regidor